# Buchy (commune déléguée)
Pour les articles homonymes, voir Buchy.
Buchy est une ancienne commune du département de la Seine-Maritime, dans la région Normandie, en France. 
Avec les communes de Bosc-Roger-sur-Buchy et d'Estouteville-Écalles, elle a fusionné le 1er janvier 2017 pour former la commune de Buchy. Cette dernière a été créée avec le statut administratif de commune nouvelle par un arrêté préfectoral du 15 novembre 2016.
Les trois anciennes communes ont le statut administratif de commune déléguée.

## Politique et administration
| Période                                  | Période          | Identité                 | Étiquette | Qualité |
| ---------------------------------------- | ---------------- | ------------------------ | --------- | --- |
| Les données manquantes sont à compléter. |                  |                          |           | |
| février 1790                             | novembre 1791    | Pierre Charles Barbin    |           | |
| novembre 1791                            | avril 1793       | Charles Guillaume Fleury |           | |
| avril 1793                               | 1795             | Jean Mercier             |           | |
| 1795                                     | novembre 1795    | Charles Guillaume Fleury |           | |
| novembre 1795                            |                  | Jean Mercier             |           | Président de l’administration municipale |
| 1800                                     |                  | Pierre Nicolas Thirel    |           | |
|                                          | 1808             | François Simon           |           | |
| 1808                                     | 1812             | Jean Baptiste Bénard     |           | |
| 1812                                     | 1815             | Louis Marie Wilhorgne    |           | |
| 1815                                     | 1820             | Pierre François Bénard   |           | |
| 182X                                     | 1826             | Pierre Adrien Jamet      |           | |
| 1826                                     | mars 1831        | Michel Léonard Duval     |           | |
| mars 1831                                | juillet 1837     | Pierre Désiré Bobee      |           | |
| juillet 1837                             | août 1848        | Nicolas Loursel          |           | |
| août 1848                                | 1849             | Pierre Henry Fremont     |           | |
| 1849                                     | janvier 1854     | Prosper Eliot            |           | |
| janvier 1854                             | février 1868     | Nicolas Loursel          |           | |
| février 1868                             | octobre 1868     | Jules Ernest Descamps    |           | |
| octobre 1868                             | novembre 1870    | Alexandre Dumont         |           | |
| novembre 1870                            | mai 1900         | Régulus Persac           |           | Médecin |
| mai 1900                                 | 1910             | Henri Lhonoré            |           | Pharmacien |
| 1910                                     | 1914             | Paul Legourd             |           | Conseiller général |
| 1914                                     | 1930             | Arthur David             |           | |
| 1930                                     | mars 1959        | Gaston Noël              |           | |
| mars 1959                                | mars 1971        | André Auguste            |           | |
| mars 1971                                | mars 1983        | Robert Leseur            |           | |
| mars 1983                                | juin 1995        | Jacques Delannay         |           | |
| juin 1995                                | mars 2001        | Michel Ducasse           |           | |
| mars 2001                                | 31 décembre 2016 | Patrick Chauvet          | UMP       | Conseiller général de Buchy (2001 → 2015) Conseiller départemental du Mesnil-Esnard (2015 → ) Président de la CC du Moulin d'Écalles (2014 → ) Réélu pour le mandat 2014-2020 |

## Démographie
L'évolution du nombre d'habitants est connue à travers les recensements de la population effectués dans la commune depuis 1793. À partir du 1er janvier 2009, les populations légales des communes sont publiées annuellement dans le cadre d'un recensement qui repose désormais sur une collecte d'information annuelle, concernant successivement tous les territoires communaux au cours d'une période de cinq ans. 
Pour les communes de moins de 10 000 habitants, une enquête de recensement portant sur toute la population est réalisée tous les cinq ans, les populations légales des années intermédiaires étant quant à elles estimées par interpolation ou extrapolation. Pour la commune, le premier recensement exhaustif entrant dans le cadre du nouveau dispositif a été réalisé en 2006,.
En 2014, la commune comptait 1 443 habitants, en évolution de +2,05 % par rapport à 2009 (Seine-Maritime : +0,48 %, France hors Mayotte : +2,49 %).
| 1793 | 1800 | 1806 | 1821 | 1831 | 1836 | 1841 | 1846 | 1851 |
| ---- | ---- | ---- | ---- | ---- | ---- | ---- | ---- | ---- |
| 902  | 876  | 716  | 557  | 564  | 583  | 612  | 648  | 672  |

| 1856 | 1861 | 1866 | 1872 | 1876 | 1881 | 1886 | 1891 | 1896 |
| ---- | ---- | ---- | ---- | ---- | ---- | ---- | ---- | ---- |
| 670  | 685  | 772  | 754  | 832  | 792  | 797  | 822  | 764  |

| 1901 | 1906 | 1911 | 1921 | 1926 | 1931 | 1936 | 1946 | 1954 |
| ---- | ---- | ---- | ---- | ---- | ---- | ---- | ---- | ---- |
| 798  | 833  | 872  | 779  | 811  | 783  | 800  | 761  | 842  |

| 1962 | 1968  | 1975  | 1982  | 1990  | 1999  | 2006  | 2011  | 2014  |
| ---- | ----- | ----- | ----- | ----- | ----- | ----- | ----- | ----- |
| 891  | 1 001 | 1 024 | 1 057 | 1 109 | 1 150 | 1 326 | 1 417 | 1 443 |